# Estornell de Somàlia
L'estornell de Somàlia (Onychognathus blythii) és una espècie d'ocell de la família dels estúrnids (Sturnidae). Es troba a la Banya d'Àfrica. Habita els roquissars, els matollars i els herbassars de l'estatge montà i el seu estat de conservació es considera de risc mínim.